# إريك فورهيس
إريك تريستان فورهيس (بالإنجليزية: Erik Tristan Voorhees)‏، هو رائد أعمال أمريكي/بنمي يعمل في مجال العملات المشفرة، اتهم بالضلوع في تيسير عمليات غسيل الأموال من خلال بورصته للعملات المشفرة شيب شيفت، على عكس العديد من البورصات، فإن شيب شيفت لا تتطلب تحديد هوية المستخدم، مما سمح بإجراء عمليات تحويل مجهولة. شارك أيضًا في تأسيس شركة ساتوشي دايس وشغل منصب مدير التسويق في بيتينستانت. وُصِفَ بأنه مدافع عن العملات المشفرة والحرية الفردية، حيث دعا إلى "فصل النقود عن الدولة".
في عام 2014، قام إريك فورهيس بتسوية نزاع مع هيئة الأوراق المالية والبورصة الأمريكية (SEC) بقيمة أكثر من 50,000 دولار تقريبًا، وذلك بشأن عروض أسهم غير مسجلة بالبيتكوين التي أجريت بين مايو 2012 وفبراير 2013. كانت هذه العروض تشمل شركتي ساتوشي دايس، وFeedZeBirds، وهي خدمة تُكافِئ المستخدمين بالبيتكوين عند مشاركتهم رسائل ترويجية على تويتر.

## السيرة الذاتية
وُلد فورهيس في دانبري، كونيتيكت في عام 1984، وتربى في ولاية كولورادو. في عام 2003، التحق فورهيس بجامعة بوجيه ساوند، حيث أصبح صديقًا للطالب نيك كاري الذي قدّم له بعد ذلك عالم بيتكوينوأسس فيما بعد موقع Blockchain.com. بعد التخرج، انتقل فورهيس إلى دبي حيث عمل كمدير للاتصالات في شركة عقارات. ويعيش منذ عام 2013 في بنما.

## مهنة العملات المشفرة
وفقًا لصحيفة وول ستريت جورنال، تعامل فورهيس مع عملة البيتكوين لأول مرة في عام 2011. تزامن اكتشافه للبيتكوين مع مشاركته في مشروع الدولة الحرة، وهي مبادرة تهدف إلى تجنيد 20 ألف ليبرالي للانتقال إلى نيو هامبشاير.
في مقال نشرته شبكة سي إن إن في أغسطس 2012، وُصِف فورهيس بأنه رئيس الاتصالات في بيتينستانت، بينما نقلت مقالة آرس تكنيكا عنه باعتباره مدير التسويق في بيتينستانت.
في أبريل 2012، أطلق فورهيس موقع ساتوشي دايس، وهو موقع للمقامرة بالبيتكوين. مثّل ساتوشي دايس في وقت ما نصف إجمالي حجم معاملات البيتكوين. :ch. 10 :ch. 10، أشار فورهيس في عام 2012 إلى أنه صرف أمواله بالكامل تقريبًا بعد أن أصبح مليونيرًا من استثماراته في العملات المشفرة، لكنه أوضح أنه كان يقصد صرف الدولارات التقليدية، وليس العملات المشفرة. في عام 2013، باع شركة ساتوشي دايس مقابل 11.5 مليون دولار من البيتكوين. في عام 2014، دفع فورهيس 50 ألف دولار إلى لجنة الأوراق المالية والبورصة لتسوية تحقيق في مزاعم بيع أوراق مالية غير مسجلة، مرتبطة ببيعه لأسهم ساتوشي دايس.
أطلق فورهيس شركة شيب شيفت في يوليو 2014، وهي بورصة عملات رقمية مقرها سويسرا، ردًا على انهيار بورصة Mt.Gox. وفي عام 2014، ضُمِّنت مقابلة معه في الفيلم الوثائقي صعود وصعود البيتكوين. في عام 2017، صرح بأنه يدعم (Segwit2x) فيما يتعلق بمشكلة قابلية التوسع في البيتكوين. على عكس العديد من البورصات، فإن شيب شيفت لا تتطلب تحديد هوية المستخدم، مما يسمح بإجراء معاملات مجهولة المصدر. وقد مكّن هذا الافتقار إلى الرقابة المجرمين، بما في ذلك المتسللين الكوريين الشماليين ومشغلي مخطط بونزي، من غسل ما يقرب من 90 مليون دولار من العائدات الإجرامية، مع قيام شركة شيب شيفت بمعالجة الجزء الأكبر من هذه الأموال بين التبادلات ذات التواجد الأمريكي. سهلت سياسة شيب شيفت تحويل العملات المشفرة التي يمكن تتبعها مثل البيتكوين إلى عملات لا يمكن تعقبها مثل مونيرو، مما أدى إلى حجب مسار الأموال بشكل فعال.
قام إريك فورهيس عام 2014 بتسوية نزاع مع هيئة الأوراق المالية والبورصة الأمريكية (SEC) بأكثر من 50000 دولار فيما يتعلق بعروض الأسهم غير المسجلة المقومة بالبيتكوين بين مايو 2012، وفبراير 2013. وشملت العروض (ساتوشي دايس)، و(FeedZeBirds) وهي خدمة تكافئ المستخدمين بعملات البيتكوين مقابل مشاركة الرسائل الدعائية على تويتر. وتضمنت التسوية غرامة قدرها 35 ألف دولار، ومصادرة الأرباح، إلى جانب حظر لمدة خمس سنوات على المشاركة في عروض أَمنيّة غير مسجلة مقابل عملات افتراضية، إلا أن فورهيس لم يعترف بحقيقة هذه التسوية أو ينفيها.
تورط إريك فورهيس عام 2018 في تحقيق أجرته هيئة الأوراق المالية والبورصات، في عملية بيع عملة مشفرة بقيمة 50 مليون دولار أمريكي، من قبل شركة (Salt Lending Holdings Inc.)، حيث شارك فورهيس بعملية جمع التبرعات. وذكرت وول ستريت جورنال أن هيئة الأوراق المالية والبورصة كانت تحلل ما إذا كان ينبغي تسجيل عملية بيع الرمز المميز لشركة (Salt) كعرض للأوراق المالية، وما إذا كان فورهيس قد انتهك تسوية عام 2014 التي تحظر عليه جمع الأموال من هذا القبيل. كما جاء في تحقيق هام سابق أجرته مجلة وول ستريت جورنال بشأن فورهيس، باستخدام شركة شيب شيفت التي يديرها فورهيس من قبل مجرمين لإجراء عمليات غسل الأموال، مما أدى إلى إعادة التدقيق من قبل سلطات إنفاذ القانون، وقد قام فورهيس سابقًا بالتسوية مع هيئة الأوراق المالية والبورصات لإجراء عرض غير قانوني لأسهم شركة مقامرة عبر الإنترنت، ومشاركته في العرض الخاص لشركة Salt أثار مخاوف قانونية بشأن امتثاله للوائح هيئة الأوراق المالية والبورصات.
نقلت وسائل الإعلام عن فورهيس عام 2022 معارضته للرقابة المالية، فيما يتعلق بالخلاف العام الذي دار بينه وبين سام بانكمان فرايد، حيث كان سام يروج لتنظيم صناعة العملات المشفرة، وكان فورهيس يعارض ذلك. :ch. 38 :ch. 38 :ch. 13 :ch. 13